# Johannes Vänglund
Johannes Vänglund född 1858 död 1945, svensk skomakare, torpare och friluftsmänniska
Vänglund föddes och levde i Gussjöbygden och var en genial historieberättare. Hans historier imponerade redan i ungdomsåren på Johan Rudolf Sundström som använde Vänglund som förebild för romanfiguren Janne Vängman